# 内外官交替式
内外官交替式（ないがかんこうたいしき）は、平安時代前期に著された交替式。延喜年間に編纂されたことから、延喜交替式（えんぎこうたいしき）とも呼ばれる。全1巻。

## 概要
延喜11年5月4日（911年6月3日）の太政官符によって編纂が開始され、延喜21年1月25日（921年3月7日）に奏進された。勘解由長官橘澄清をはじめとする勘解由使を中心に編纂され、大納言藤原清貫も奏進者に名前を連ねている。
撰定交替式（延暦交替式）以来続いてきた格の書式による従来の交替式の体裁を大幅に改めて凡条（「凡」に始まる条文）形式の条文192条からなる式の体裁を採用し、これまでの交替式の不備・新規規定を中心に収めている。だが、この時期には内官（京官）の交替手続は形骸化し、外官（国司）の交替手続は受領功過定の導入などの大幅な改革が実施されており、実際の施行時期や条文にどこまで実効性があったのかについては定かではない。
現存する最古の写本は、室町時代後期の写本で新定内外官交替式（貞観交替式、ただしこの時代には既に上巻が失われて下巻のみ）と合綴となった三条西家旧蔵の尊経閣文庫所蔵本であり、『国史大系』などもこれを元にしている。